# Somogyzsitfa
Somogyzsitfa es un pueblo ubicado en el distrito de Marcali, en el condado de Somogy, Hungría.

## Superficie
Posee una superficie de 27,22 kilómetros cuadrados.

## Demografía
Hasta 2019 la población era de 539 habitantes, con una densidad de población de 19,80 habitantes por kilómetro cuadrado.